# 시간의 날개
《시간의 날개》(일본어: 時間の翼 토키노츠바사[*])는 일본의 밴드 ZARD의 아홉 번째 정규 앨범으로, 2001년 2월 15일 발매되었다. (CD: JBCJ-1033) 타이틀 곡은 미완성 상태로 2절 후렴 이후밖에 완성되어 있지 않고, 다음 앨범 《멈추었던 시계가 지금 움직이기 시작했다》에 키와 편곡이 수정된 상태로 완성되어 다시 실렸다. 한편 이 곡은 NTT 니시니혼의 ISDN 통신 서비스의 광고 노래로 사용되었다. 5번 트랙 〈창 밖은 모노크롬〉 또한 닛폰 TV의 《주간 스토리랜드》의 엔딩 테마곡으로 사용되었다.
비록 이 작품이 가장 많은 수록곡을 싣고 있는 것은 아니지만, 리믹스 버전으로 추가된 〈흔들리는 마음〉과 〈지지마세요〉의 곡 길이가 매우 길었기 때문에 ZARD의 정규 앨범중에서 재생 시간이 가장 긴 작품이기도 하다.

## 수록곡
| #            | 제목 | 작사          | 작곡                   | 편곡                                | 재생 시간 |
| ------------ | --- | ------------- | ---------------------- | ----------------------------------- | --------- |
| 1.           | 〈〈Get U're Dream〉〉                                                                                    | 사카이 이즈미 | 오노 아이카            | 하야마 타케시                       | 5:14      |
| 2.           | 〈〈이 눈물 별이 되어라〉〉 (この涙 星になれ 코노나미다 호시니나레[*])                                    | 사카이 이즈미 | 이와이 유이치로        | 후루이 히로히토                     | 5:36      |
| 3.           | 〈〈promised you ~with P-edition~〉〉                                                                     | 사카이 이즈미 | 쿠리바야시 세이이치로  | 이케다 다이스케                     | 5:36      |
| 4.           | 〈〈아플 정도로 그대가 넘치고 있어〉〉 (痛いくらい君があふれているよ 이타이쿠라이키미가아후레테이루요[*]) | 사카이 이즈미 | 시오지리 켄지          | 시오지리 켄지                       | 4:48      |
| 5.           | 〈〈창 밖은 모노크롬〉〉 (窓の外はモノクローム 마도노소토와모노크로무[*])                                 | 사카이 이즈미 | 이와이 유이치로        | 오가 요시노부                       | 5:16      |
| 6.           | 〈〈추·억〉〉 (お・も・ひ・で 오모이데[*])                                                                | 사카이 이즈미 | 테라오 히로시          | 토쿠나가 아키히토 / 후루이 히로히토 | 4:17      |
| 7.           | 〈〈내일 만약 당신이 부숴진대도〉〉 (明日もし君が壊れても 아시타모시키미가코와레테모[*])                  | 사카이 이즈미 | 오노 아이카            | 토쿠나가 아키히토                   | 4:17      |
| 8.           | 〈〈세계는 분명 미래에서 ~another style 21~〉〉 (世界はきっと未来の中 세카이와킷토미라이노나카[*])        | 사카이 이즈미 | 이와이 유이치로        | 오가 요시노부 / 토쿠나가 아키히토   | 4:02      |
| 9.           | 〈〈hero〉〉                                                                                              | 사카이 이즈미 | 오노 아이카            | 오가 요시노부                       | 5:01      |
| 10.          | 〈〈흔들리는 마음〉 (Gomi's New York Remix)〉 (揺れる想い 유레루오모이[*])                                | 사카이 이즈미 | 오다 테츠로 (織田哲郎) | Gomi (Remixer)                      | 10:42     |
| 11.          | 〈〈지지마세요〉 (Gomi's 10th Anniversary Special Mix)〉 (負けないで 마케나이데[*])                       | 사카이 이즈미 | 오다 테츠로            | Gomi (Remixer)                      | 8:08      |
| 12.          | 〈〈시간의 날개〉〉 (時間の翼)                                                                            | 사카이 이즈미 | 오노 아이카            | 토쿠나가 아키히토                   | 2:29      |
| 총 재생 시간 | 총 재생 시간                                                                                              | 총 재생 시간  | 총 재생 시간           | 총 재생 시간                        | 1:05:26   |